# 大叶石头花
大叶石头花（学名：Gypsophila pacifica）为石竹科石头花属的植物。分布在俄罗斯、朝鲜以及中国大陆的东北等地，生长于海拔150米至320米的地区，见于石砾质干山坡、向阳山坡或林缘草地，目前尚未由人工引种栽培。

## 别名
细梗丝石竹（东北资源植物手册） 细梗石头花（东北植物检索表）